# Xã Elmhurst, Quận Lackawanna, Pennsylvania
Xã Elmhurst (tiếng Anh: Elmhurst Township) là một xã thuộc quận Lackawanna, tiểu bang Pennsylvania, Hoa Kỳ. Năm 2010, dân số của xã này là 894 người.